# Park Rapids (Minnesota)
Park Rapids település az Amerikai Egyesült Államok Minnesota államában, Hubbard megyében, melynek megyeszékhelye is. Lakosainak száma 4142 fő (2020. április 1.).

## Népesség
A település népességének változása:

| 2010 | 3 709 |
| 2020 | 4 142 |